# Angranthes
× Angranthes, (abreviado Angth) en el comercio, es un híbrido intergenérico entre los géneros de orquídeas Aeranthes × Angraecum. Fue publicado en Orchid Rev.  83(981) cppo: 7 (1975).